# Biston conjunctarius
Biston conjunctarius là một loài bướm đêm trong họ Geometridae.